# Sharon Matola

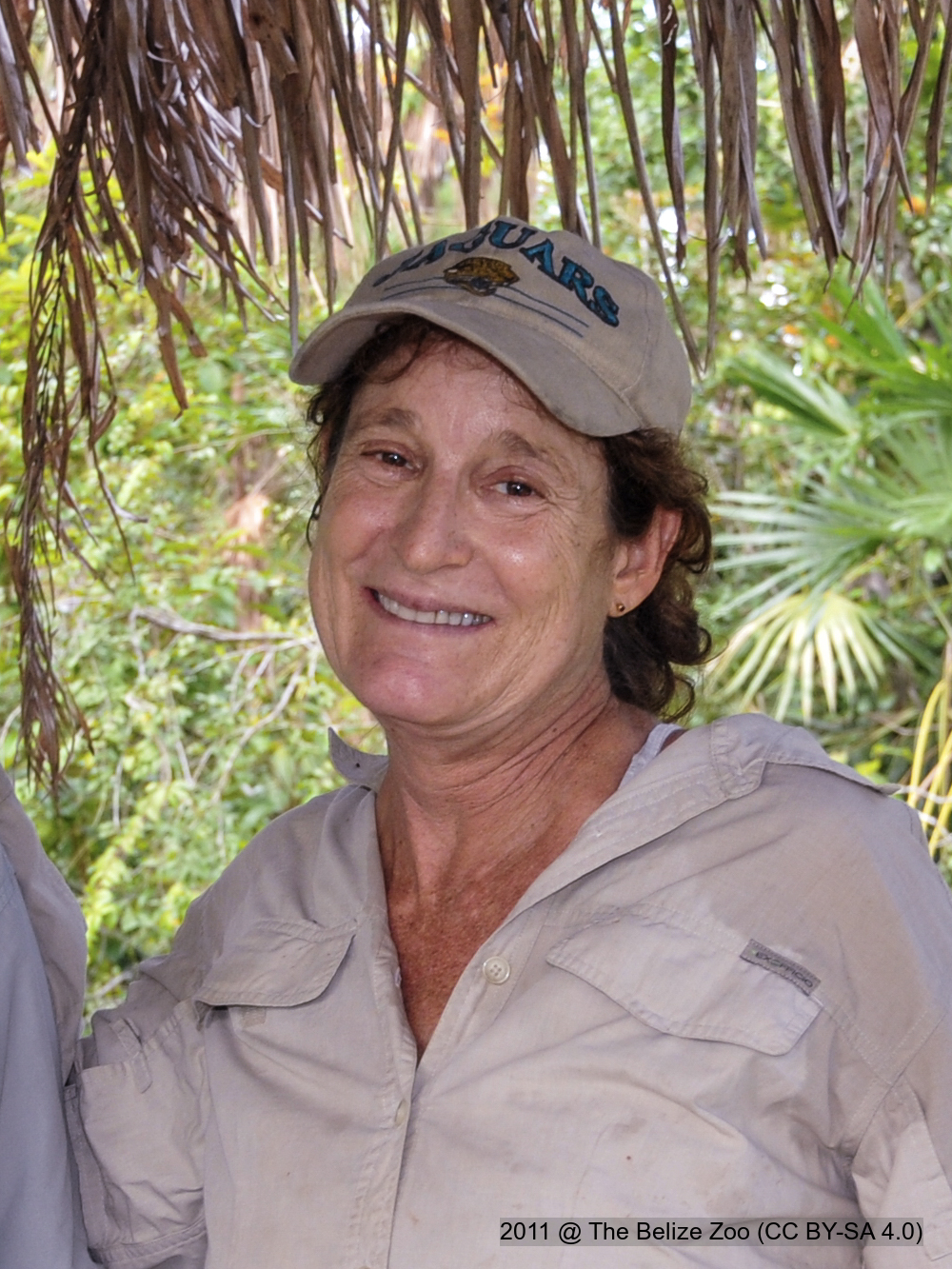
Sharon Matola (2011)

Sharon Matola (geb. 3. Juni 1954 Baltimore; gest. 21. März 2021 in Belmopan) war eine in den USA geborene belizische Biologin und Umweltschützerin. Sie war Gründungsdirektorin des Belize Zoo, der 1983 als Schutzprojekt für Wildtiere startete.

## Herkunft, Ausbildung und erste berufliche Tätigkeiten
Sharon Matola kam 1954 in Baltimore (Maryland) zur Welt. Ihr Vater war Verkaufsleiter bei der National Brewing Company, ihre Mutter arbeitete als Verwaltungsangestellte.
Nach der Schule ging Matola zur US Air Force, wo sie unter anderem ein Survivaltraining im Dschungel absolvierte. Nach ihrem Wehrdienst studierte sie Russisch an der University of Iowa und wechselte dann an das New College of Florida in Sarasota, wo sie 1981 ihren Bachelor in Biologie erwarb. Im Rahmen eines Studienaufenthalts in Belize beschäftigte sie sich mit der Taxonomie der dortigen Fischwelt. Nach dem College arbeitete sie eine Zeit lang als Assistentin eines Löwenbändigers in der Circus Hall of Fame, bevor sie ein Mykologie-Studium aufnahm, das sie jedoch abbrach, um als Tänzerin in einem Wanderzirkus in Mexiko zu arbeiten, was sie mit biologischen Feldstudien tagsüber verband.

## Belize Zoo

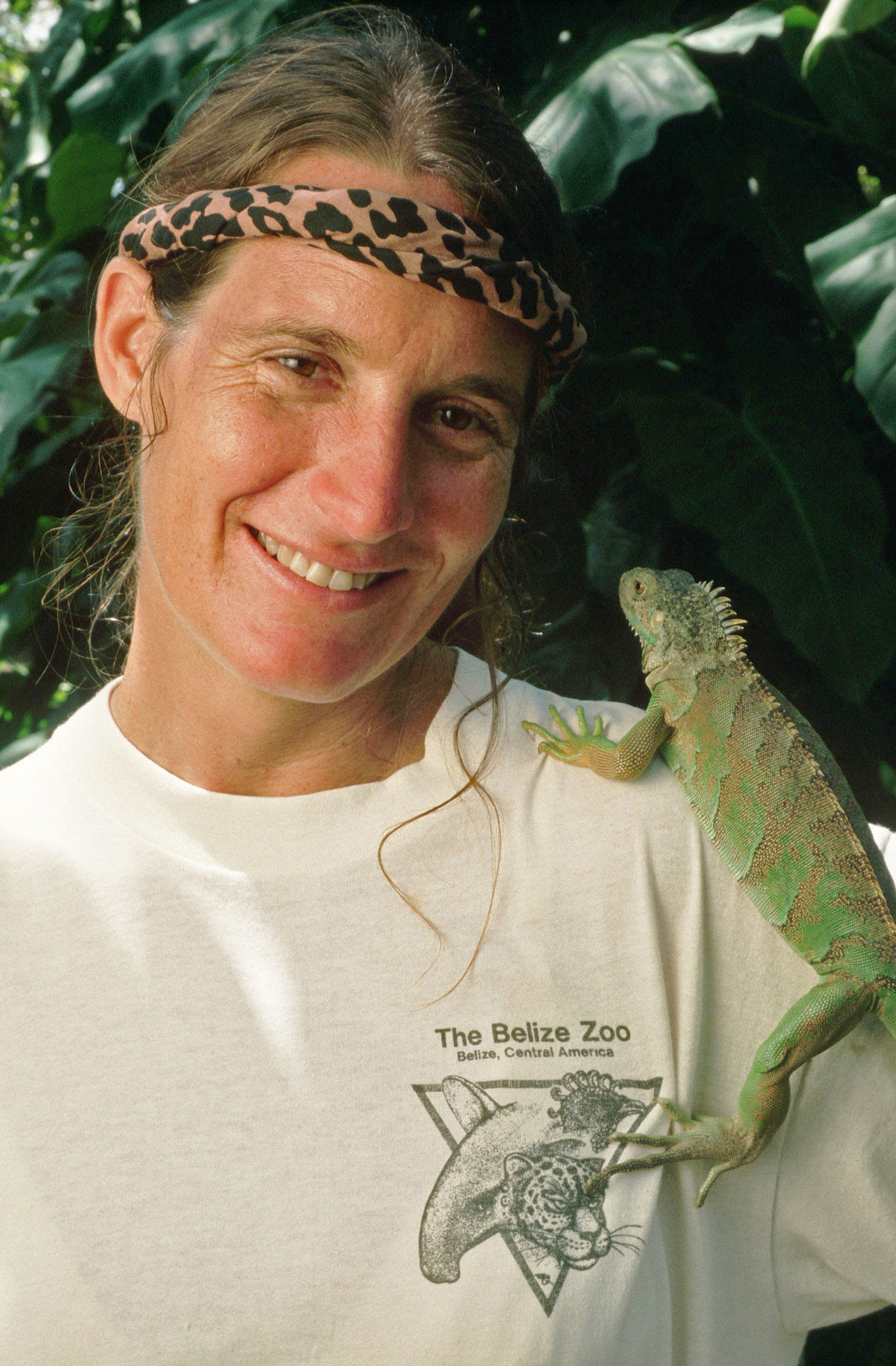
Matola mit einem Iguana (1988)

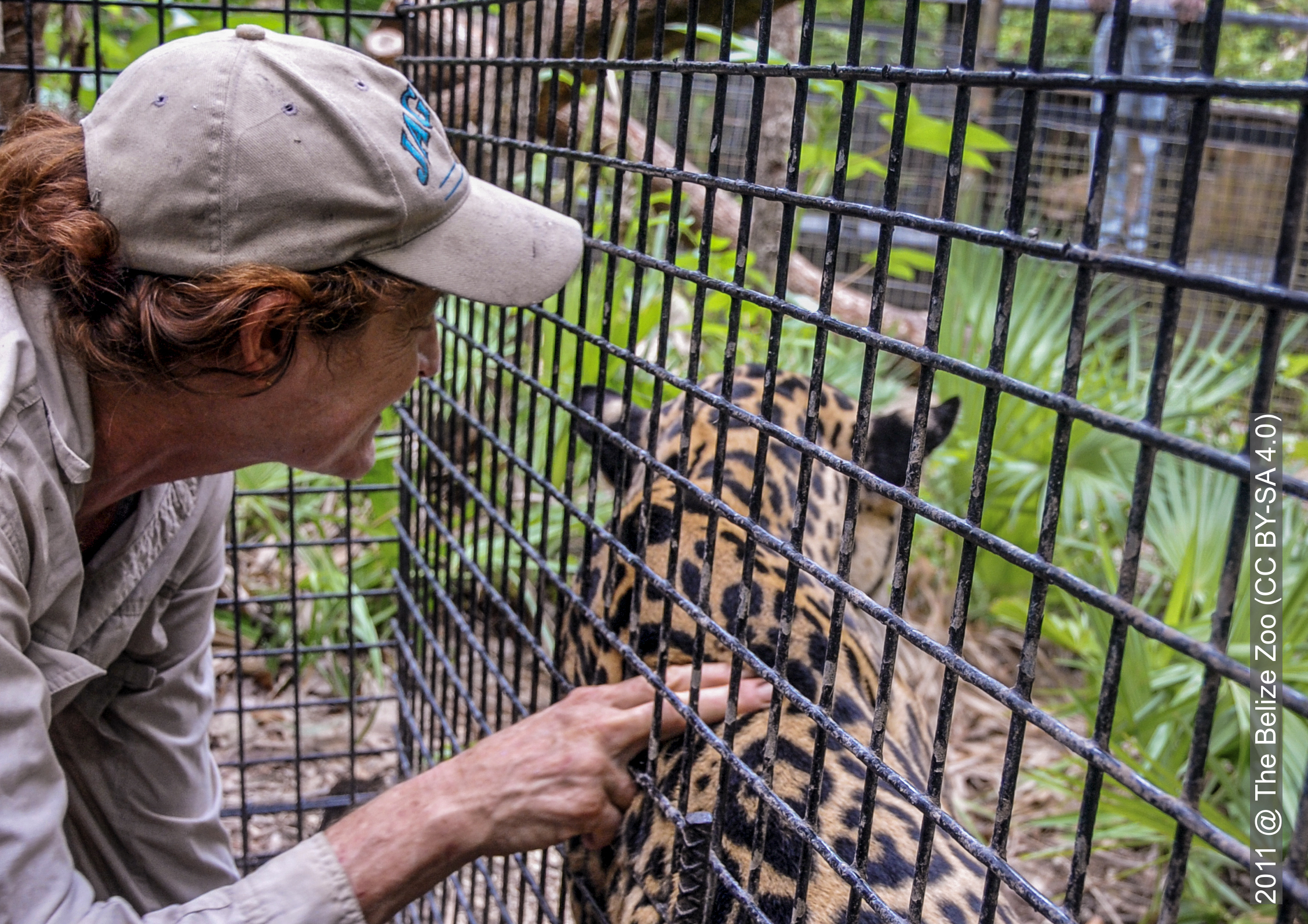
Matola mit dem Jaguar Junior Buddy (2011)

Durch ihre Arbeit in Mexiko wurde der Filmemacher Richard Foster auf sie aufmerksam. Er stellte sie 1982 ein, um sich um 20 Tiere zu kümmern, die für die Dreharbeiten zu einem Dokumentarfilm über Wildtiere verwendet wurden. Als die Dreharbeiten abgeschlossen waren, musste sie entscheiden, was mit den Tieren geschehen sollte, die inzwischen an Menschen gewöhnt und damit für eine Auswilderung ungeeignet waren. Sie benannte die Anlage mit den Gehegen in Belize Zoo um, hängte Schilder an den Straßen auf und bat ein nahe gelegenes Restaurant, die Gäste zum Besuch des Zoos zu überreden, ohne die Resonanz abschätzen zu können. Sie erkannte bald, dass die Vorstellung von der belizianischen Tierwelt oft mehr auf Mythen als Tatsachen beruhten und dass kaum ein Bewusstsein dafür bestand, dass die Zerstörung des belizianischen Regenwalds die Populationen der belizianischen Tiere bedrohte. Mit dem Segen der Regierung von Belize, die keine finanzielle Unterstützung bieten konnte, sammelte sie Geld über Umweltgruppen, um den Zoo auf- und weiter auszubauen.
1996 beherbergte der Zoo schon über 125 einheimische Tierarten. Prominente wie der Singer-Songwriter Jimmy Buffett und der Schauspieler Harrison Ford, der sie 1986 als Beraterin bei den Dreharbeiten zum Film Mosquito Coast kennen gelernt hatte, wurden zu Unterstützern des Zoos. Sharon Matola wurde in der Presse als „Jane Goodall der Jaguare“ bekannt. Der Namen des Zoos wurde auf Belize Zoo and Tropical Education Center ergänzt, um die Bildungsaufgabe des Zoos zu betonen.
Der Zoo hatte jährlich 75.000 Besucher, die Hälfte davon aus Belize, als 2020 die COVID-19-Pandemie ausbrach. Im März 2021 beherbergte der Zoo noch 190 Tiere, die 45 in Belize beheimatete Arten repräsentieren, darunter den Tapir, den Jaguar, den Klammeraffen, den Weißnasenbär, den Scharlachara, den Jabiru-Storch und zwei Arten von Krokodilen.
Aktuell [2024] werden im Belize Zoo wieder mehr als 150 Tiere von 43 Wildtierarten gezeigt. Der Zoo empfängt wieder mehr als 60000 Besucher im Jahr und beschäftigt über 50 Belizer.

## Andere Arbeitsbereiche

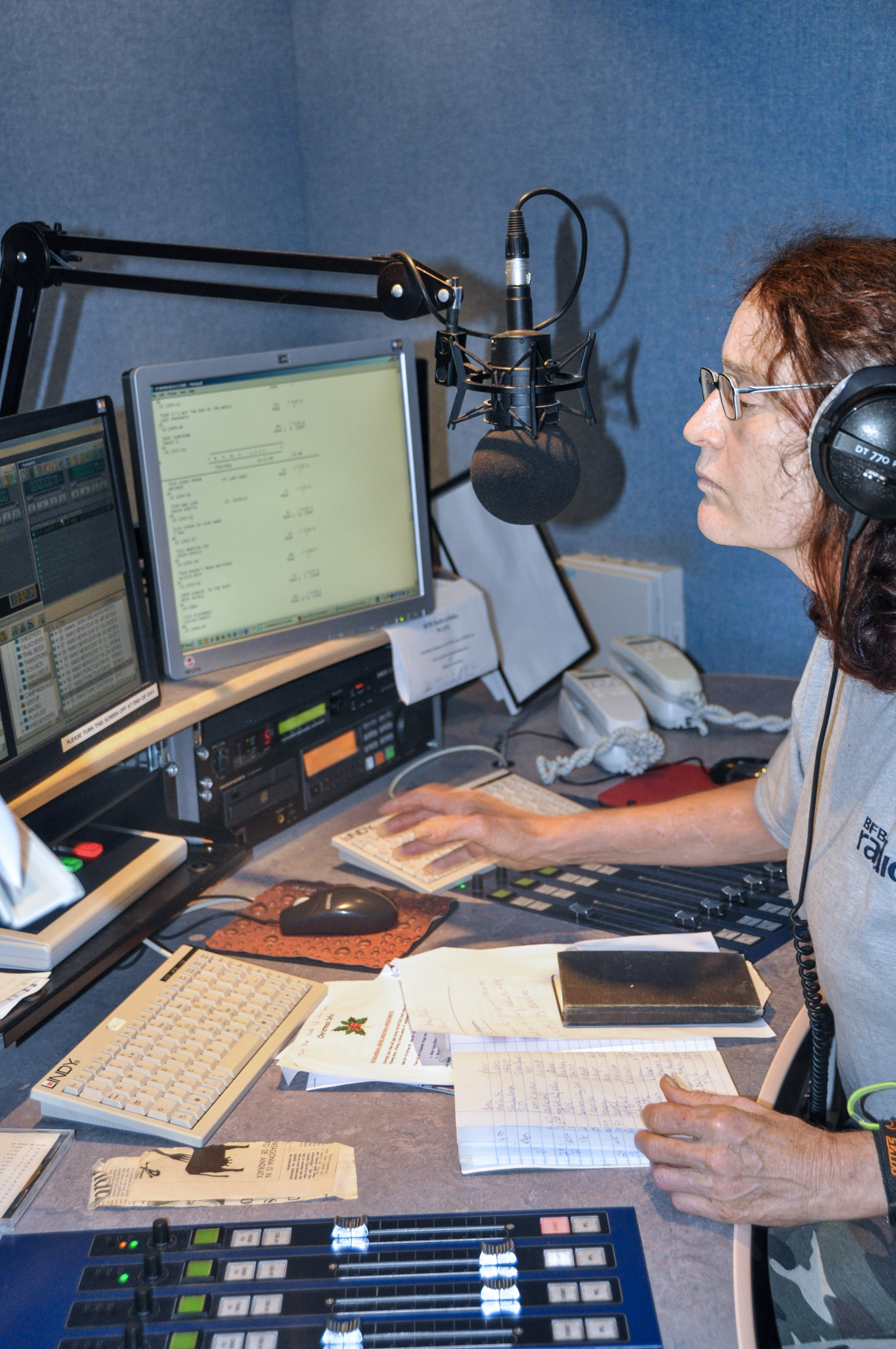
Matola während ihrer Radiosendung im Airport Camp (ca. 2009)

Matola arbeitete ab 1992 beim BFBS-Radio in Belize. In der beliebten Tierserie „Walk on the Wildside“ stellte sie Flora und Fauna von Belize vor. Sie moderierte auch bis August 2011 eine wöchentliche Rock-and-Roll-Radioshow, die vom Airport Camp der British Army Training and Support Unit Belize (BATSUB) in Ladyville aus gesendet wurde.
Matola kämpfte gegen die Errichtung des Chalillo-Damms am Macal in Belize; der Damm wurde jedoch schließlich zwischen 2002 und 2005 gebaut. Der Journalist und Autor Bruce Barcott beschrieb ihren Kampf 2008 in dem Buch „The Last Flight of the Scarlet Macaw: One Woman's Fight to Save the World's Most Beautiful Bird“.
Matola schrieb auch Kinderbücher, in deren Mittelpunkt die Eule Hoodwink steht.

## Privatleben
Matola war mit Jack Schreier verheiratet, die Ehe wurde aber geschieden. Sie hatte keine Kinder. Sie nahm die belizische Staatsangehörigkeit an und wohnte auf dem Gelände des Zoos. Sie erklärte den Harpienadler zu ihrem Lieblingstier.
Sharon Matola starb am 21. März 2021 nach einem Herzanfall im Krankenhaus von Belmopan im Alter von 66 Jahren.

## Rezeption
In der Sendung „The Reef...and the Rainforest“ einer Episode der PBS-Serie „Return to the Sea“, wurde ein Interview mit Matola und Aufnahmen aus dem Belize Zoo gezeigt.